# Columbus (Geórgia)
Columbus é uma cidade-condado consolidada localizada no estado americano da Geórgia, no Condado de Muscogee, do qual é sede. Foi fundada em 1828. Com quase 207 mil habitantes, de acordo com o censo nacional de 2020, é a segunda cidade mais populosa do estado e a 112ª mais populosa do país.

## Geografia
De acordo com o Departamento do Censo dos Estados Unidos, a cidade tem uma área de 572,4 km², dos quais 560,7 km² estão cobertos por terra e 11,7 km² (2,0%) por água.

## Demografia
Desde 1900, o crescimento populacional médio, a cada dez anos, é de 24,1%.

### Censo 2020
De acordo com o censo nacional de 2020, a sua população é de 206 922 habitantes e sua densidade populacional é de 369,0 hab/km². Seu crescimento populacional na última década foi de 9,0%, abaixo do crescimento estadual de 10,6%. É a segunda cidade mais populosa da Geórgia e a 112ª mais populosa dos Estados Unidos.
Possui 90 348 residências que resulta em uma densidade de 161,1 residências/km² e um aumento de 9,3% em relação ao censo anterior. Deste total, 8,8% das unidades habitacionais estão desocupadas. A média de ocupação é de 2,5 pessoas por residência.

### Censo 2010
Segundo o censo nacional de 2010, a sua população era de 189 885 habitantes, e sua densidade populacional de 338,8 hab/km². Possuía 82 690 residências que resultava em uma densidade de 147,5 residências/km².